# Joachim Marquardt

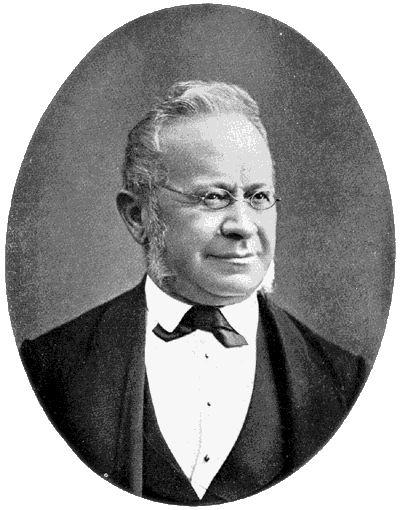
Joachim Marquardt

Karl Joachim Marquardt (* 19. April 1812 in Danzig; † 30. November 1882 in Gotha) war ein deutscher Gymnasiallehrer, Altphilologe und Historiker.

## Leben
Marquards Vater war Kaufmann. Joachim Marquardt besuchte das Gymnasium in Danzig und studierte ab 1830 Philosophie und Altphilologie an der Universität Berlin. 1833 erhielt er die Lehrbefähigung und wurde zunächst 1834 Hilfslehrer am Friedrich-Wilhelms-Gymnasium in Berlin, 1836 Lehrer am Gymnasium in Danzig. 1840 wurde er in Königsberg promoviert. 1856 wurde er Direktor des Friedrich-Wilhelm-Gymnasiums in Posen, ab 1859 war er Direktor des Gymnasiums Ernestinum in Gotha. 1875 wurde er als ordentliches Mitglied in die Königlich Sächsische Gesellschaft der Wissenschaften aufgenommen.
Seine Hauptwerke waren Römische Staatsverwaltung, Das Privatleben der Römer und (mit Wilhelm Adolf Becker) das Handbuch der römischen Alterthümer.
Als Professor am Gymnasium Gotha trat er als Schöpfer zahlreicher Kathederblüten in die Fußstapfen von Johann Georg August Galletti. Marquardts Sprüche wurden 1911 in Gotha unter dem Titel Marquardtiana veröffentlicht.
Auf Marquardt gehen u. a. zurück:
- Der Pegasus ist das schwerste, was man reiten kann.
- In England ist die Königin immer eine Frau.
- Was der Cicero da gesagt hat, das ist richtig; was er aber nicht gesagt hat, das ist falsch.

Sein Nachlass befindet sich in der Forschungsbibliothek Gotha.

## Porträtmedaille

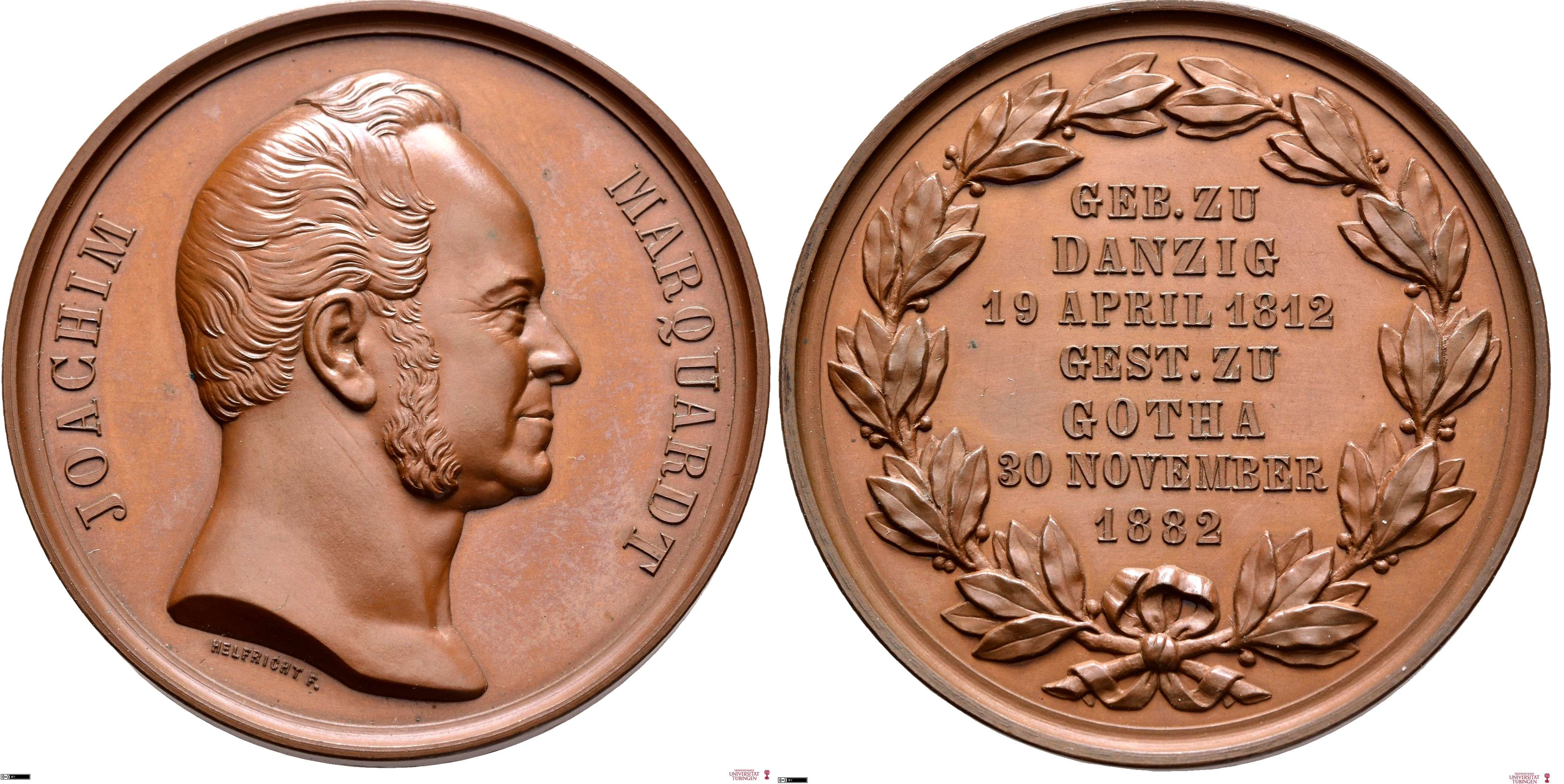
Medaille auf Joachim Marquardt;
von Ferdinand Helfricht, 1883

- Bronzemedaille 1882, 45 mm, auf seinen Tod am 30. November 1882, Medailleur: Friedrich Ferdinand Helfricht (1809–1892). Vorderseite: JOACHIM <> MARQUARDT --- Unbekleidete Büste mit Backenbart nach rechts, signiert: HELFRICHT F. Rückseite: Zwischen Lorbeerzweigen sieben Zeilen Text: GEB. ZU / DANZIG / 19 APRIL 1812 / GEST. ZU / GOTHA / 30. NOVEMBER / 1882

Die Medaille wurde von Ferdinand Helfricht geschaffen. Das Gymnasium in Gotha erwarb 50 dieser Medaillen zur Verleihung an Primaner.